# Larry Evans
Larry Melvyn Evans (23 de marzo de 1932 - 15 de noviembre de 2010) fue un Gran Maestro y periodista de ajedrez estadounidense. Ganó el Campeonato de ajedrez de Estados Unidos cuatro veces. Falleció en el hospital Washoe de Reno, Nevada, debido a complicaciones surgidas tras una operación de vesícula.

## Carrera ajedrecística
Evans nació en Manhattan y aprendió mucho sobre el juego jugando partidas a diez céntimos la hora en la calle 42 en Nueva York. Se convirtió en una joven estrella emergente. A los 14 años, empató por la 4ª-5ª plaza en el campeonato del Marshall Chess Club. El año siguiente lo ganó en solitario, siendo el campeón Marshall más joven hasta la fecha. También terminó empatado en la segunda posición del Campeonato de Estados Unidos juvenil, que le llevó a aparecer en el número de septiembre de 1947 de Chess Review. Evans empató con Arthur Bisguier por el primer puesto en el Campeonato de Estados Unidos juvenil de 1949. A los 18 años había ganado el campeonato del Estado de Nueva York así como una medalla de oro en la Olimpiada de ajedrez de Dubrovnik en 1950. En 1951, ganó su primer Campeonato de ajedrez de Estados Unidos por delante de Samuel Reshevsky. Ganó el campeonato nacional otras tres veces - en 1962, 1968 y 1980, este último empatado con Walter Browne y Larry Christiansen.
Los títulos vinieron rápidamente y Evans fue premiado con el título de Maestro Internacional de la FIDE en 1952. En 1956 el Departamento de Estado de los Estados Unidos le nombró "embajador del ajedrez" y en 1957 consiguió el título de Gran Maestro.
Evans realizó buenas actuaciones en torneos en Estados Unidos durante los años 1960 y los años 1970 pero sus viajes a torneos internacionales fueron infrecuentes y menos satisfactorios. Ganó el Campeonato abierto de ajedrez de Estados Unidos en 1951, 1952, 1954 (empatado con Arturo Pomar pero ganó el título en el desempate) y empatado con Walter Browne en 1971. Además, ganó el primer Torneo Lone Pine en 1971 y representó a Estados Unidos en siete Olimpíadas de ajedrez en un periodo de veinte años, ganando una medalla de oro y una de plata por tableros y en 1966 una medalla de plata por equipos.
Sus mejores resultados fuera de su país incluyen dos victorias en el Campeonato abierto de ajedrez de Canadá en 1956 en Montreal y en 1966 en Kingston (Ontario). Terminó primero en el Torneo Internacional de Portimão (Portugal) en 1975 y segundo por detrás de Jan Hein Donner en Venecia en 1967.
Sin embargo, su primera y a la postre único intento de asalto al Campeonato del mundo de ajedrez terminó en una decepcionante 14.ª plaza en el Torneo interzonal de Ámsterdam de 1964. Nunca volvió a entrar en el ciclo por el campeonato del mundo otra vez y concentró sus esfuerzos en ayudar a su compatriota Bobby Fischer en su gesta por el título mundial. Fue el segundo entrenador de Fischer en el torneo de candidatos que le llevó al Campeonato Mundial de Ajedrez 1972 contra Boris Spassky, aunque no en el encuentro por el título, después de una desavenencia con Fischer.
En octubre de 1968 alcanzó su mayor puntuación de ELO con 2631 puntos de la federación de Estados Unidos.

## Periodismo ajedrecístico
Evans siempre se había interesado en escribir al igual que jugar y antes de los 18 ya había publicado Las mejores partidas de David Bronstein, 1944-1949 y el Torneo Internacional de Viena, 1922. A lo largo de su carrera ha escrito más de cincuenta libros de ajedrez. En 1958 su Nuevas ideas en Ajedrez fue muy influyente en los ajedrecistas de los años 1950 y los años 1960 y ha sido un vendedor consistente a lo largo de los años.
Otros libros bien recibidos son, Brillanteces modernas de Ajedrez (1970), Cuál es el mejor movimiento (1973) y Pruebe su coeficiente intelectual ajedrecístico (2001). Revisó la 10.ª edición de Modern Chess Openings (1965), junto al editor Walter Korn. También hizo una significante contribución al libro Mis 60 partidas memorables de Bobby Fischer (1969), escribiendo las introducciones a cada una de las 60 partidas y había apresurado al futuro Campeón del Mundo cuando había sido reticente a hacerlo.
Durante los años 1960 Evans desarrolló una muy satisfactoria carrera como periodista ajedrecístico y ayudó a fundar el American Chess Quarterly que se publicó entre 1961-65. Fue editor de Chess Digest durante los años 1960 y los años 1970 y continúa escribiendo regularmente para Chess Life, la publicación oficial de la Federación de Ajedrez de Estados Unidos y para Chess Life Online. Sus preguntas populares y su columna de respuesta eran leídas por más de 250.000 seguidores cada mes durante treinta años, pero fue eliminada en 2006 como parte de un nuevo giro de edición para la revista. Su columna semanal, Evans en Ajedrez, apareció en más de 50 periódicos distintos en Estados Unidos. También escribía una columna para el World Chess Network.
Evans también comentó algunos de los mayores encuentros para la revista Time y ABC's Wide World of Sports, como la partida de Fischer contra Spassky de 1972, la batalla por el título de la PCA de 1993 entre Gary Kasparov y Nigel Short y el match por el Campeonato del mundo de ajedrez entre Vladímir Krámnik y Gary Kasparov en 2000.
Sus contribuciones a los libros y al periodismo ajedrecístico le dieron muchos premios, como el Periodista del Año de la Federación de Estados Unidos en 2000. Fue incluido en el Salón de la Fama del ajedrez de Estados Unidos en 1994.

## Partidas notables
Esta partida, contra el futuro Gran Maestro Daniel Yanofsky, que había ganado el premio de belleza contra Mikhail Botvinnik en Groninga el año antes, fue la primera victoria de Evans contra un jugador notable:
|       |       |       |       |       |       |       |       |    |  |
|       | a8    | b8    | c8 kd | d8    | e8    | f8    | g8    | h8 |  |
| a7    | b7 pd | c7 pd | d7    | e7    | f7 pd | g7 pd | h7 pd |    |  |
| a6    | b6    | c6    | d6    | e6 pd | f6    | g6    | h6    |    |  |
| a5    | b5 pl | c5    | d5    | e5    | f5    | g5    | h5 qd |    |  |
| a4    | b4    | c4    | d4    | e4    | f4 nd | g4    | h4    |    |  |
| a3 pl | b3    | c3 nl | d3 rd | e3    | f3 pl | g3    | h3 pl |    |  |
| a2    | b2 pl | c2 ql | d2    | e2    | f2    | g2 pl | h2 kl |    |  |
| a1    | b1    | c1    | d1    | e1    | f1    | g1 rl | h1    |    |  |
|       |       |       |       |       |       |       |       |    |  |

Yanofsky-Evans, U.S. Open, Corpus Christi 1947  1.e4 Cf6 2.e5 Cd5 3.d4 d6 4.Cf3 Ag4 5.h3 Axf3 6.Dxf3 dxe5 7.dxe5 e6 8.a3 Cc6 9.Ab5 Dd7 10.c4 Cde7 11.0-0 Dd4 12.Ag5 a6 13.Axe7? axb5 14.Axf8 Txf8 15.cxb5 Cxe5 16.De2 0-0-0 17.Cc3 Cg6 18.Tad1 De5 19.Dc2 Txd1 20.Txd1 Td8 21.Tc1 Cf4 22.Rh1 Dg5 23.Tg1? (23. f3) Dh5! 24.Rh2? Td3! 25.f3 (diagrama) 25...Txf3! 26.Td1? (26.Tc1 protegiendo la dama) 26...Cxh3!! Larry Parr escribió, "Larry Evans recuerda a un torrente jugando esta espectacular jugada que cruge la posición. Esta victoria, escribió en un reciente correo electrónico, me dio mi primer gusto de fama. Si podía ganar a aquel chico que ganó a Botvinnik, tal vez algún día también podría derrotar a Botvinnik!'" 27.gxf3 Cf2+ 28.Rg3 Dh3+! 29.Rf4 Dh2+ 30.Re3 Cg4+! 0-1 Si 31.Rd3, Ce5+ gana la dama blanca.

## Libros selectos
- ¿Cual es el mejor movimiento? (1995) ISBN 0-671-51159-9
- Los 10 errores más comunes en Ajedrez (1998) ISBN 1-58042-009-5
- ¿Cómo de bueno es tu Ajedrez? (2004) ISBN 1-58042-126-1
- Nuevas ideas en Ajedrez (1967) Cornerstone Library ISBN 0-486-28305-4 (1984 Dover)
- Brillanteces modernas en Ajedrez (1970) Fireside Simon and Schuster ISBN 0-671-22420-4
- Modern Chess Openings (1965). 10.ª edición, revisada por Larry Evans, editada por Walter Korn.
- Evans en el Ajedrez (1974). Cornerstone Library.
- Este loco mundo del Ajedrez (2007). Cardoza Publishing.